# Hawaiorchestia gagnei
Hawaiorchestia gagnei är en kräftdjursart som beskrevs av A. M. M. Richardson 1991. Hawaiorchestia gagnei ingår i släktet Hawaiorchestia och familjen tångloppor. Inga underarter finns listade i Catalogue of Life.